# Phobocampe pallipes
Phobocampe pallipes är en stekelart som först beskrevs av Léon Abel Provancher 1875.  Phobocampe pallipes ingår i släktet Phobocampe och familjen brokparasitsteklar. Inga underarter finns listade i Catalogue of Life.